# Eduard Grégr

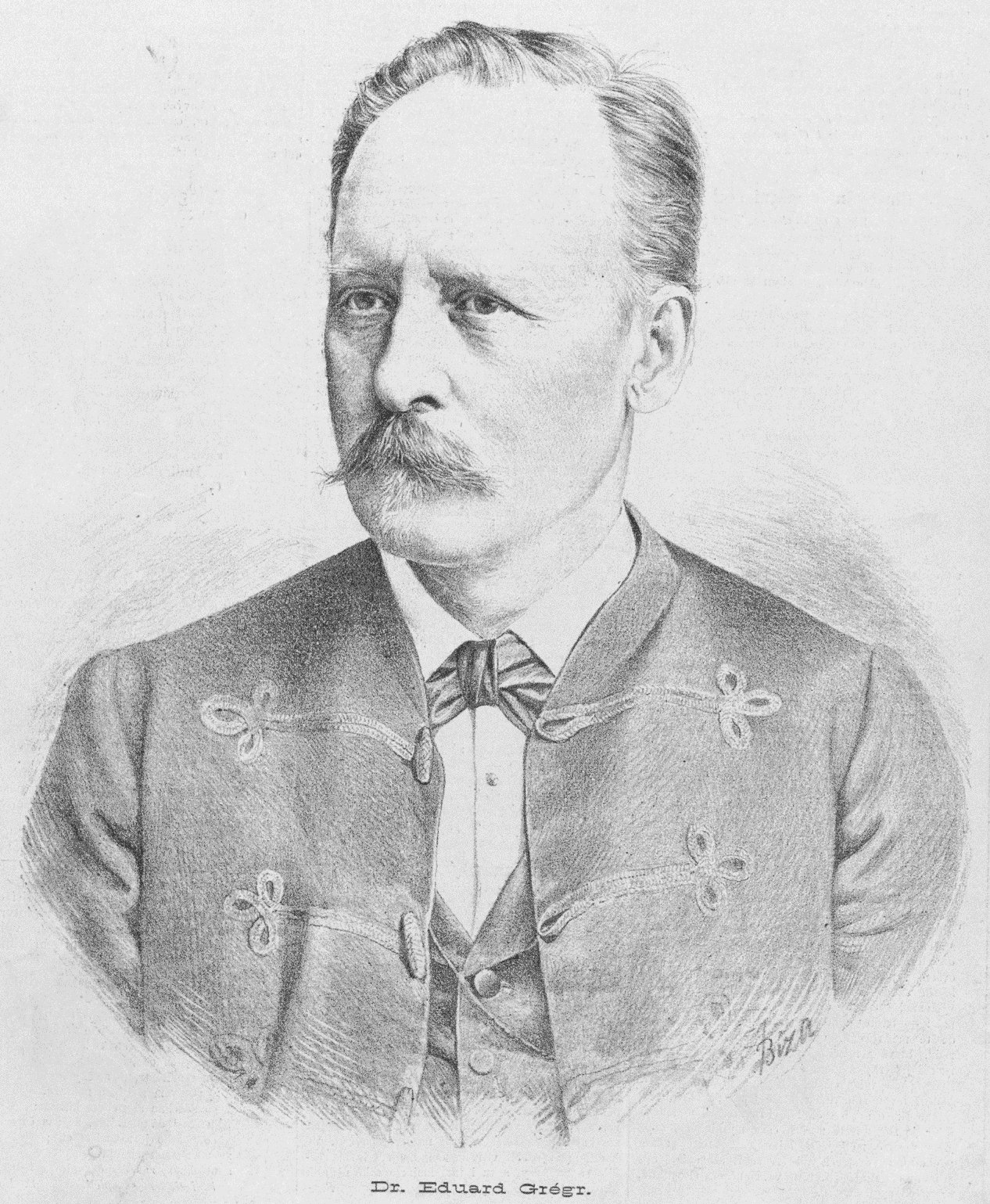
Eduard Grégr (Porträt von František Bíza)

Eduard Grégr (Geburtsname: Eduard Gröger; * 4. März 1827 in Graz, Steiermark; † 1. April 1907 in Čtyřkoly) war ein tschechischer Arzt, Politiker und Publizist.

## Leben
Eduard Gröger wurde in eine gemischtsprachige Familie geborenen. Seine Mutter stammte aus Steyr, sein Vater war, trotz seines deutschen Namens Gröger, der in Österreichisch-Schlesien häufig vorkam, Tscheche. Später tschechisierten ihre Söhne ihren Familiennamen zu „Grégr“. Er studierte zunächst Philosophie an der Universität Wien, dann Medizin an der Universität Prag. Grégr assistierte als Arzt von 1854 Jan Evangelista Purkyně. 1858 wurde er zum Dozenten der Prager Universität berufen. 1861 bis 1862 redigierte er die Zeitschrift Živa. 1861 wählte man ihn als Abgeordneten in den Böhmischen Landtag. In darauf folgenden Jahren widmete er sich vor allem der Politik und als Inhaber eines Verlages der Schriftgießerei und Handelsgeschäften.

## Persönlichkeit
Grégr war ein begabter Journalist, Autor zahlreicher politischer Broschüren und ein guter Redner. Er hatte zwar nicht die Führungsqualitäten seines Bruders Julius Grégr, war jedoch freidenkerischer und ehrlicher in seiner Aussage. Als Vertreter des radikalen Flügels der Jungböhmen (Mladočeská strana), trat er energisch gegen die passive Politik im Landes- und später im Reichsparlament an.
Ende der 1870er Jahre forderte er gemeinsam mit Jan Stanislav Skrejšovský, Karel Leopold Klaudy und Anton von Mezník die Gründung einer neuen radikal-liberalen Partei. Seine immerwährende, wenn auch nicht immer berechtigte Kritik an František Ladislav Rieger und seiner Politik hatte einen gewissen Anteil am Sieg der Jungböhmen im Parlament. 
In den 1890er Jahren verlor er allmählich an Einfluss. An seiner Stelle trat eine neue Generation jungböhmischer Abgeordneter wie Eduard Brzorád, Václav Březnovský, František Fiedler und Josef Fořt. Hinzu kam die Gründung neuer Parteien wie der Sozialdemokratischen, der Agrarpartei, der Volkspartei und der Nationalsozialisten (nicht zu verwechseln mit dem Gedankengut der deutschen NSDAP).